# Dystrykt Chitipa
Chitipa – jeden z 28 dystryktów Malawi, położony w Regionie Północnym. Stolicą dystryktu jest miasto Chitipa.

## Sąsiednie dystrykty
- Karonga – wschód
- Rumphi – południe